# Lijst van kunstwerken in het Mauritshuis/N
Lijst van kunstwerken in het Mauritshuis en de Galerij Prins Willem V in Den Haag met werken van kunstenaars van wie de naam begint met de letter N. Vermeldingen in het grijs geven aan dat het werk geen deel meer uitmaakt van de collectie, bijvoorbeeld omdat het in bruikleen gegeven is aan een andere instelling of omdat het teruggegeven is aan de bruikleengever.
| Inventaris-nummer | Maker                                     | Titel | Datering      | Type       | Afbeelding |
| ----------------- | ----------------------------------------- | --- | ------------- | ---------- | ---------- |
| 124               | Pieter Nason                              | Portret van Willem Frederik, graaf van Nassau-Diez, stadhouder van Friesland                                                         | 1662          | Schilderij |            |
| 1168              | Pieter Neefs (II)                         | Een kerkinterieur | 1630-1675     | Schilderij |            |
| 248               | Pieter Neefs (II) en Frans Francken (III) | Interieur van de Onze Lieve Vrouwekerk in Antwerpen                                                                                  | 1654-1659     | Schilderij |            |
| 682               | Aert van der Neer                         | Landschap bij zonsondergang | Ca. 1645-1650 | Schilderij |            |
| 787               | Aert van der Neer                         | Winterlandschap met huizen | Ca. 1645-1650 | Schilderij |            |
| 912               | Aert van der Neer                         | Rivierlandschap | Ca. 1650      | Schilderij |            |
| 913               | Aert van der Neer                         | Rivierlandschap bij zonsondergang | Ca. 1650      | Schilderij |            |
| 862               | Eglon van der Neer                        | Interieur met handenwassende vrouw                                                                                                   | 1675          | Schilderij |            |
| 125               | Caspar Netscher                           | Muziekmakend gezelschap | 1665          | Schilderij |            |
| 126               | Caspar Netscher                           | Portret van Maurits Le Leu de Wilhem, president van de Raad van Brabant Zie Portretten van Maurits Le Leu de Wilhem en Maria Timmers | 1677          | Schilderij |            |
| 127               | Caspar Netscher                           | Portret van Maria Timmers Zie Portretten van Maurits Le Leu de Wilhem en Maria Timmers                                               | 1683          | Schilderij |            |
| 714               | Caspar Netscher                           | Portret van Elisabeth Bebber Zie Portretten van Michiel ten Hove en Elisabeth Bebber                                                 | 1677 (?)      | Schilderij |            |
| 715               | Atelier van Caspar Netscher               | Portret van Michiel ten Hove Zie Portretten van Michiel ten Hove en Elisabeth Bebber                                                 | 1677 (?)      | Schilderij |            |
| 716               | Naar Caspar Netscher                      | Portret van Johan de Witt | 1667-1672     | Schilderij |            |
| 863               | Constantijn Netscher                      | Portret van een jongen met hazewindhond voor een landschap                                                                           | 1703          | Schilderij |            |
| 721               | Constantijn Netscher                      | Portret van Anna Maria Roman | 1710          | Schilderij |            |
| 686               | Constantijn Netscher                      | Portret van een man | 1715          | Schilderij |            |
| 967               | Toegeschreven aan Jan van Nickelen        | Buitenhuis en park | Ca. 1690-1700 | Schilderij |            |
| 476               | Adriaen van Nieulandt                     | Maurits en Frederik Hendrik, prinsen van Oranje, op het strand van Scheveningen                                                      | 1602-1658     | Schilderij |            |
| 602               | Pieter van Noort                          | Visstilleven | 1615-1670     | Schilderij |            |
| 1205              | Adolf Carel Nunnink                       | Bezoekers in de Trapzaal in het Mauritshuis                                                                                          | 1828-1879     | Tekening   |            |